# Al-Bahnasa
Al-Bahnasa (koptyjski:ⲡⲉⲙϫⲉ, arab. ‏البهنسا‎; hist. Oksyrynchos, gr. Οξύρρυγχος) – miejscowość w muhafazie Minja w środkowym Egipcie, dawna stolica XIX nomu górnoegipskiego. W 2006 roku liczyła 15 948 mieszkańców.

## Odkrycia archeologiczne
Znana z wykopalisk, w wyniku których pozyskano ogromną liczbę tekstów papirusowych. Wykopaliska te rozpoczęli w styczniu 1897 Bernard P. Grenfell i Arthur S. Hunt. Znalezione teksty są lokowane w okresie od I wieku p.n.e. do X wieku n.e. W ciągu trzech miesięcy archeolodzy pracowali na wysypisku dokumentów usuniętych z miejskiego archiwum. Odnaleziono prawie dwie tony papirusów, którymi napełniono 25 skrzyń wysłanych do Anglii.